# Lista italienilor celebri
Italieni contemporani celebri.

## Ingineri, oameni de știință și inventatori
- Luigi Bezzera, inginer, a creat prima mașină de cafea expresso (1901), care folosește aburi ca să facă cafea
- Ettore Bugatti (1881–1947), constructor de automobile, inventator
- Leonardo da Vinci (1452–1519), artist, inginer
- Pier Giorgio Perotto (1930–2002), inginer, proiectantul calculatorului programabil Olivetti Programma 101 (1965)
- Leonardo Chiariglione (n. 1953), inginer. Inventator al formatului  MPEG (1988) precursor al MP3.
- Luigi de Cristoforis inginer. Inventator al carburatorului (1876)
- Federico Faggin (n. 1941), fizician și inginer, a proiectat primul  microprocesor (1970–1971)
- Giovanni da Fontana (c. 1395–1455), inginer, a proiectat primul torpedo de suprafață acționat cu un motor de rachetă pentru incendierea navelor (1420)[1]
- Giovanni Battista Marzi (1860–1927), inginer, a inventat prima centrală telefonică automată (1886) și primul difuzor (1906)[2]
- Agostino Ramelli (1531–1600), inginer, a inventat motorul hidraulic (1588)
- Enzo Ferrari (1898-1988)

## Muzicieni
| Rossini | Puccini  | Vivaldi    |
| Rossini | Puccini  | Vivaldi    |
| Verdi   | Albinoni | Monteverdi |
| Verdi   | Albinoni | Monteverdi |

- Farinelli (1705–1782), sopran
- Giovanni Pierluigi da Palestrina (1525/1526–1594) compozitor muzică religioasă
- Enrico Caruso (1873–1921), tenor
- Luciano Pavarotti (1935–2007), tenor liric
- Luigi Cherubini (1760–1842), compozitor
- Gaetano Donizetti (1797–1848), compozitor de operă
- Ruggero Leoncavallo (1857–1919), compozitor de operă
- Gioachino Rossini (1792–1868), compozitor
- Giacomo Puccini (1858–1924), compozitor
- Tomasso Albinioni, compozitor
- Ottorino Respighi (1879–1936), compozitor
- Antonio Vivaldi (1678–1741), compozitor
- Niccolò Paganini(1782–1840), compozitor, violonist
- Giuseppe Verdi (1813–1901), compozitor
- Ennio Morricone (n. 1928), compozitor
- Gianni Morandi, (n. 1944), cântăreț
- Adriano Celentano (n. 1938), cântăreț
- Andrea Bocelli (n. 1958), tenor
- Toto Cutugno (n. 1943), cântăreț
- Gianna Nannini, cântăreață
- Nino D'Angelo, cântăreț
- Laura Pausini, cântăreață
- Eros Ramazzotti (n. 1963), cântăreț
- Sabrina Salerno, cântăreață
- Zucchero (n. 1955), cântăreț

## Pictori
| Loren        | Bellucci | Cardinale  |
| Michelangelo | Rafael   | Tițian     |
| Lollobrigida | Lisi     | Mutti      |
| Modigliani   | Leonardo | Caravaggio |

- Pisanello (c. 1395–1455)
- Paolo Uccello (1397–1475)
- Piero della Francesca (c. 1415–1492)
- Giovanni Bellini (c. 1430–1516)
- Andrea Mantegna (c. 1431–1506)
- Sandro Botticelli (c. 1445–1510)
- Leonardo da Vinci (1452–1519)
- Vittore Carpaccio (c. 1460–1525/1526)
- Fra Bartolomeo (1472–1517)
- Michelangelo (1475–1564)
- Giorgione (c. 1477/8–1510)
- Lorenzo Lotto (c. 1480–1556)
- Antonio da Correggio (1489–1534)
- Piero della Francesca (c. 1415–1492)
- Rafael (1483–1520)
- Tițian (c. 1488/1490–1576)
- Tintoretto (1518–1594)
- Giuseppe Arcimboldo (1527–1593)
- Paolo Veronese (1528–1588)
- Caravaggio (1571–1610)
- Canaletto (1697–1768)
- Giovanni Battista Tiepolo (1696–1770)
- Giorgio de Chirico (1888–1978)
- Amedeo Modigliani  (1884–1920)

## Actori, actrițe
| Loren        | Bellucci | Cardinale |
| Loren        | Bellucci | Cardinale |
| Lollobrigida | Lisi     | Mutti     |
| Lollobrigida | Lisi     | Muti      |

- Rudolf Valentino (1895–1926) actor
- Nino Manfredi (1921–2004), actor
- Alberto Sordi(1920–2003), actor
- Alida Valli (1921–2006), actriță
- Marcello Mastroianni(1924–1996) actor
- Claudia Cardinale (n. 1938) actriță
- Terence Hill (n. 1939) actor de comedie
- Virna Lisi (n. 1936) actriță
- Monica Bellucci (n. 1964) actriță și model
- Gina Lollobrigida  actriță
- Sophia Loren (n. 1934) actriță
- Ugo Tognazzi (1922–1990) actor
- Totò (1898–1967), actor de comedie
- Gian Maria Volontè (1933–1994), actor
- Monica Vitti (n. 1931), actriță
- Ornella Muti (n. 1955), actriță
- Valeria Golino (n. 1966), actriță

## Regizori
- Michelangelo Antonioni (1912–2007), regizor
- Roberto Benigni (n. 1952), regizor și actor
- Bernardo Bertolucci (n. 1940), regizor și scenarist
- Vittorio De Sica (1901–1974), regizor
- Federico Fellini (1920–1993), regizor
- Sergio Leone (1929–1989), regizor
- Roberto Rossellini (1906–1977), regizor
- Luchino Visconti (1906–1976), regizor
- Franco Zeffirelli (1923–2019), regizor

## Scriitori și filozofi
| Loren | Bellucci   | Cardinale    |
| Eco   | Pirandello | di Lampedusa |

- Dante Alighieri (1265–1321), poet
- Francisc de Assisi (1181/1182–1226), fondatorul ordinului Franciscan
- Giordano Bruno (1548–1600), filozof
- Niccolò Machiavelli (1469–1527), scriitor și filozof
- Italo Svevo (1861–1928),
- Grazia Deledda  (1871–1936), romancier
- Gabriele D'Annunzio scriitor
- Eugenio Montale (1896–1981), poet
- Luigi Pirandello (1867–1936) scriitor, dramaturg
- Dino Buzatti (1906–1972), romancier și pictor
- Alberto Moravia (1907–1990), romancier
- Cesare Pavese (1908–1950), poet, romancier și traducător
- Umberto Eco (1932-) romancier
- Giuseppe Tomasi di Lampedusa(1896–1957), romancier

## Exploratori
- Marco Polo (c. 1254 – 1324), faimos pentru călătoriile sale în Asia Centrrală și China
- Amerigo Vespucci (1454 – 1512), explorator,. a descoperit râul Amazon
- Cristofor Columb (Cristoforo Colombo) (1451–1506), explorator spaniol născut la Genova, în 1942 a descoperit "Terra Nova".

## Sportivi
Fotbaliști
.Gianni Rivera (n.1943) fotbalist
.Sandro Mazzola(n.1942) fotbalist
.Luigi Riva(n.1944) fotbalist
.Giacinto  Facchetti (n.1942- m.2006) fotbalist
.Roberto Boninsegna (n.1943) fotbalist
- Paolo Rossi (n. 1956), fotbalist
- Dino Zoff (n. 1942), fotbalist, portar
- Paolo Maldini (n. 1968), fotbalist
- Roberto Baggio (n. 1967), fotbalist
- Franco Baresi (n. 1960), fotbalist
- Gianluigi Buffon (n. 1978), fotbalist
- Alessandro Del Piero (n. 1974), fotbalist
- Francesco Totti (fotbalist)
- Fabio Cannavaro (n. 1973), fotbalist
- Mario Balotelli (n. 1990), fotbalist

Alte sporturi
- Valentino Rossi
- Giancarlo Phisichela
- Max Biaggi
- Andrea Dovizioso
- Vasco Rossi
- Alberto Tomba (n. 1966), schior
- Reinhold Messner (n. 1944), alpinist